# Medels im Rheinwald
Medels in Rheinwald (rätoromanska: Medel (Valragn)) är en ort och tidigare kommun i regionen Viamala i kantonen Graubünden, Schweiz. Kommunen inkorporerades 2006 i kommunen Splügen som 2019 i sin tur blev en del av den nya kommunen Rheinwald.

## Historia
Området användes som betesmark av rätoromaner i Schams fram till omkring 1300, då det började bebyggas av walsertyskar. Kyrkan är sedan omkring 1530 reformert.